# Terremoto in Marrakech-Safi del 2023
Il terremoto del Marrakech-Safi del 2023 è stato un evento sismico verificatosi nella notte fra l'8 e il 9 settembre 2023 che ha colpito la regione Marrakech-Safi del Marocco lungo la catena montuosa dell'Atlante.
La scossa di maggiore intensità, con una magnitudo momento di 6,8, è avvenuta intorno alle 23:11 (ora locale) con epicentro nei pressi di Ighil, a circa 71 chilometri da Marrakech, ed ipocentro ad una profondità di circa 19 chilometri.
Il terremoto ha causato circa 2 960 vittime e circa 5 600 feriti, provocando anche la distruzione di diversi villaggi vicini all'epicentro e danni ingenti a diversi edifici nel resto del Paese, causandone in alcuni casi il crollo. La zona colpita più duramente è stata la provincia di Al Haouz, in cui era situato l'epicentro, ma sono state riscontrate gravi conseguenze anche nella città di Marrakech, nonché nelle province di Ouarzazate, Azilal, Chichaoua e Taroudant.

## Geologia e sismicità

### Caratteristiche morfologiche
Le montagne dell'Atlante costituiscono una catena montuosa intracontinentale che si estende per circa 2.000 km, lungo un'area che parte dal Marocco e raggiunge la Tunisia. Formatasi per orogenesi da una collisione fra placche durante il Cenozoico, oltre che da fenomeni compressivi interni alla placca africana, la catena dell'Atlante raggiunge le altitudini massime nell'area occidentale. La vetta più alta è il Jbel Toubkal, che raggiunge i 4 167 m. Nel suo complesso, l'intera catena è coinvolta in un processo definito come "inversione di bacino pre-esistente", che ne implica il continuo sollevamento, a causa di un graduale raccorciamento crostale del bacino sottostante, in contro-tendenza rispetto al passato geologico dell'Atlante stesso (che era un bacino estensionale).
Inoltre il territorio marocchino è vicino ad una faglia trasforme, compresa fra le Isole Azzorre e lo stretto di Gibilterra, che è interessata da movimenti di compressione fra la placca africana, la placca iberica e la placca eurasiatica. Questa zona di trascorrente laterale destra diventa transpressiva alla sua estremità orientale, comportando lo sviluppo di grandi faglie inverse. A est dello stretto di Gibilterra, nel Mare di Alboran, queste placche sono soggette a collisione continentale, fenomeno dovuto ai movimenti della placca africana verso nord, e dunque in direzione di quella eurasiatica.
Quindi, la sismicità nel territorio del Marocco è in gran parte legata ai movimenti che si verificano lungo la faglia stessa.
Le zone a maggior rischio sismico si trovano nell'area settentrionale del paese, la più vicina alla faglia, in quanto affacciata sul Mar Mediterraneo. A sud del Rif, invece, l’attività sismica di solito è meno intensa, ma si concentra nel Medio Atlante, nell’Alto Atlante e nell’Anti Atlante: in particolare, la regione dell'Alto Atlante è soggetta ad una progressiva deformazione, a causa sia del movimento non-omogeneo della placca africana verso nord, sia dei movimenti di compressione interni alla placca stessa. Tuttavia, tale deformazione avviene a ritmi estremamente lenti, di circa un millimetro all'anno, e comunque difficili da misurare attraverso gli strumenti attuali.
Infine, la sismicità nell'Atlante Sahariano è, di norma, piuttosto limitata, se non addirittura assente, nel caso della regione sahariana a sud della catena montuosa; anche nelle aree orientali dell'Atlante, in Algeria e Tunisia, gli eventi sismici sono generalmente meno frequenti.

### Terremoti precedenti
In precedenza, il terremoto più intenso mai verificatosi nell'area dell'Atlante marocchino, aveva colpito la città di Agadir il 29 febbraio 1960: nonostante una magnitudo momento compresa, secondo varie stime, fra 5,5 e 6, la scossa era avvenuta a circa una decina di chilometri di profondità, risultando quindi talmente intensa da distruggere quasi completamente Agadir. Il terremoto di Agadir è considerato il più grave in assoluto nella storia del Paese, avendo causato la morte di più di 12 000 persone, circa un terzo dell'intera popolazione della città.
Il 24 febbraio 2004, invece, la città marocchina di al-Hoseyma, nella regione montuosa del Rif, fu colpita da un terremoto di magnitudo 6,4, che provocò almeno 628 morti e 926 feriti, oltre a gravi danni ad edifici ed infrastrutture.

## Terremoto

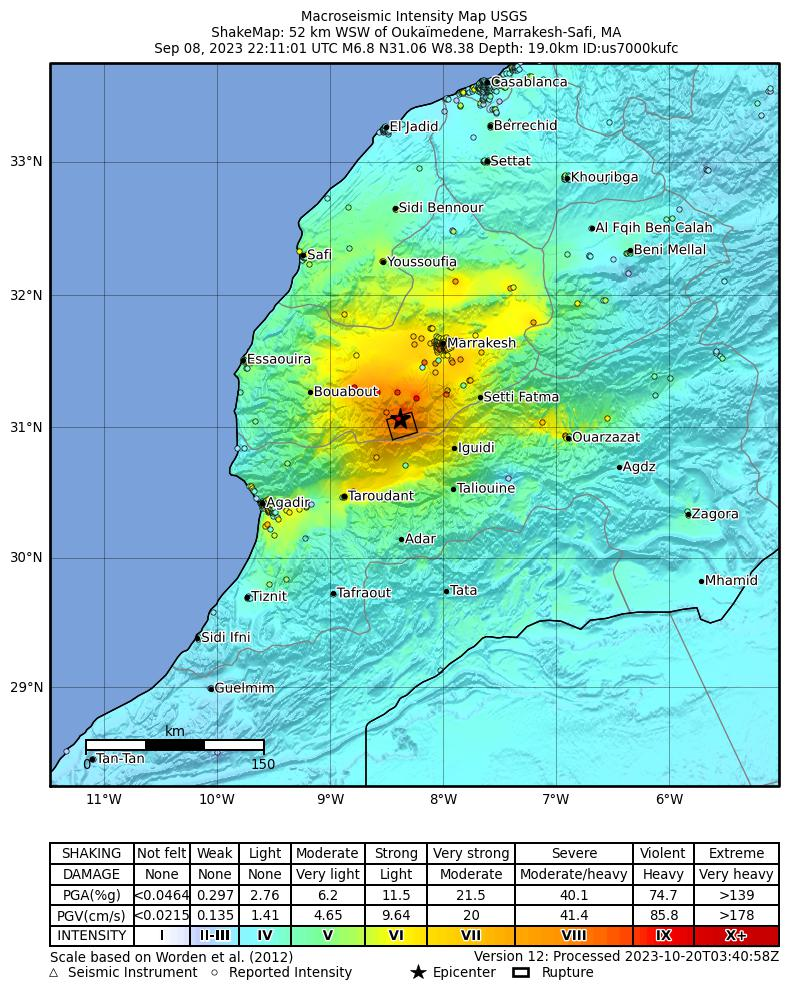
Mappa dell'USGS riguardante la prima scossa di terremoto, di magnitudo momento 6,9

Il terremoto dell'8 settembre 2023, intorno alle 23:11 (ora locale), una scossa di terremoto di magnitudo compresa fra 6,8 e 6,9 ha colpito la regione marocchina di Marrakech-Safi, nella zona dell’Alto Atlante. L'epicentro era situato nell'area di Ighil (comune rurale della provincia di Al Haouz), a circa 70–75 km a sud-ovest della città di Marrakech, e a circa 54 km a sud-ovest di Oukaimden; l'ipocentro, invece, si trovava ad una profondità di 18 km, secondo quanto riscontrato dall'USGS.
La scossa, a cui è stata assegnata un'intensità massima Mercalli di grado IX (scossa distruttiva), è stata la più forte mai registrata da strumenti sismografici nella storia moderna del Marocco, seconda solo al terremoto di Meknes del 1755, la cui magnitudo momento è stata stimata intorno a 6,5–7,0. Inoltre, sia l'USGS, sia altri sismologi hanno sottolineato il fatto che il terremoto avesse colpito una zona, l'Alto Atlante, generalmente non soggetta a fenomeni sismici di tale portata ed intensità, dovute alla relativa superficialità dell'epicentro: in particolare, secondo le ricostruzioni, dal 1900 in poi non era stata registrata alcuna scossa di magnitudo momento (Mw) maggiore o uguale a 6,0 avvenuta entro 500 km dall'area dell'epicentro, mentre ne erano state registrate nove di Mw compresa fra 5,0 e 6,0 ad est della stessa zona.
Il terremoto è stato percepito in numerose altre zone del Marocco, inclusa la capitale Rabat (a circa 350 km dall'epicentro), Casablanca, Agadir e altre città della costa atlantica, come Imsouane ed Essaouira. Inoltre, secondo i dati del Centro Sismologico Euro-Mediterraneo, la scossa è stata avvertita anche in Algeria, Spagna, Portogallo, Mauritania e nel Sahara Occidentale, nonché lungo le coste dello stretto di Gibilterra.

### Eventi
Secondo testimoni diretti, il terremoto è durata circa 20 secondi in totale. Secondo i dati dell'USGS e del CSEM, una prima scossa di assestamento, di magnitudo 4,9, è stata registrata circa 19 minuti dopo quella principale, mentre un'altra meno intensa è stata registrata il 10 settembre.
Di seguito, la lista dettagliata delle scosse telluriche registrate dall'8 settembre 2023, escludendo quelle di magnitudo inferiore a 4,0; le scosse più forti (di magnitudo maggiore o uguale a 4,5) sono evidenziate in blu.
| Data locale       | Ora locale (UTC+1) | Magnitudo | Profondità ipocentro | Epicentro  | Epicentro   |
| Data locale       | Ora locale (UTC+1) | Magnitudo | Profondità ipocentro | Latitudine | Longitudine |
| ----------------- | ------------------ | --------- | -------------------- | ---------- | ----------- |
| 8 settembre 2023  | 22:11:01           | 6,8       | 18,0                 | 31.073     | -8.407      |
| 8 settembre 2023  | 22:30:42           | 4,9       | 10,0                 | 30.906     | -8.477      |
| 8 settembre 2023  | 23:16:31           | 4,1       | 2,0                  | 30.865     | -8.369      |
| 10 settembre 2023 | 08:00:00           | 4,2       | 10,0                 | 31.045     | -8.461      |
| 12 settembre 2023 | 00:25:38           | 4,0       | 10,0                 | 31.022     | -8.454      |
| 12 settembre 2023 | 09:39:50           | 4,0       | 5,0                  | 30.849     | -8.097      |
| 14 settembre 2023 | 05:53:16           | 4,6       | 9,7                  | 30.968     | -8.375      |

## Effetti del sisma

### Vittime

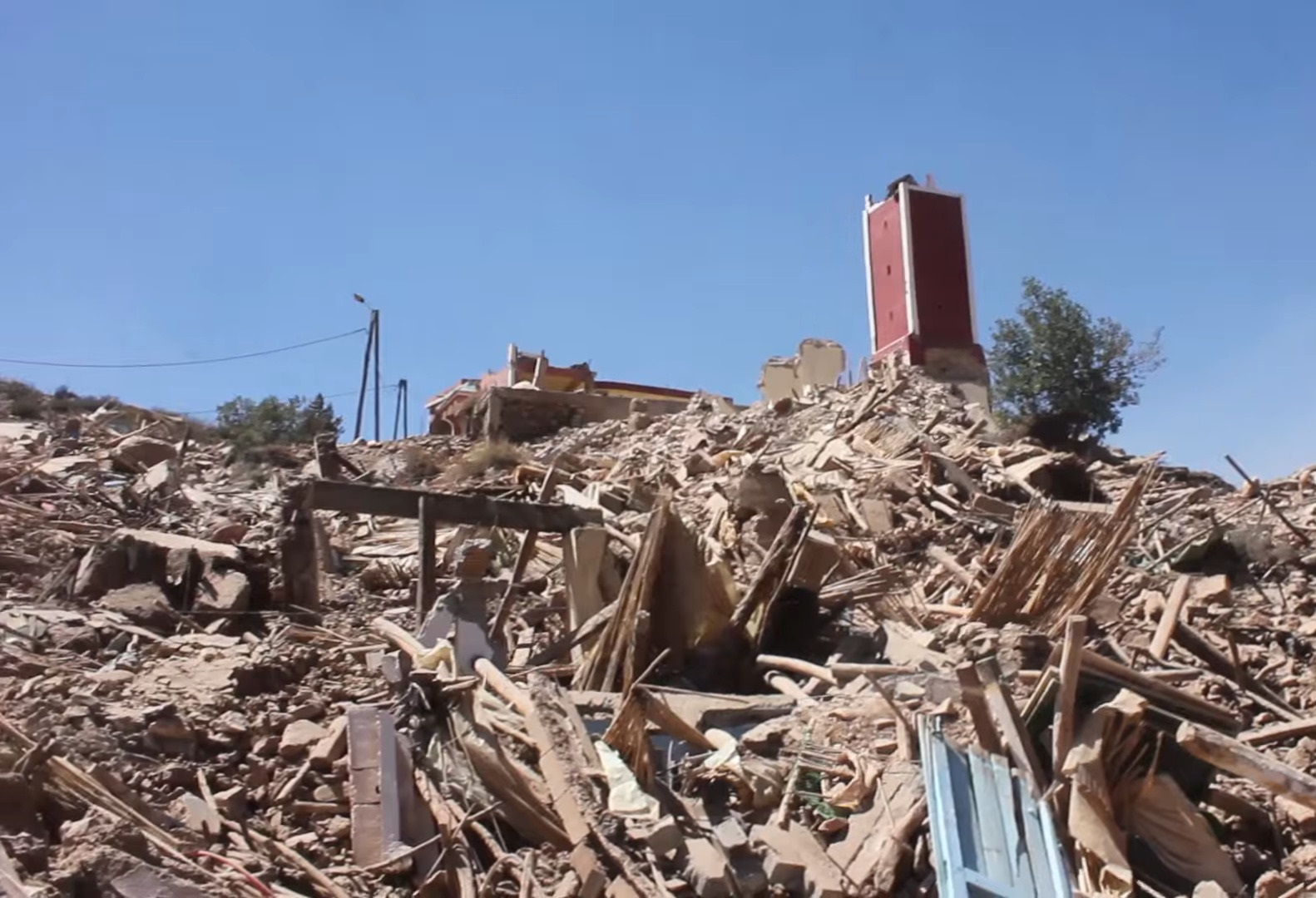
Il comune di Tizi N'Test dopo il terremoto dell'8 settembre 2023.

Secondo i dati ufficiali forniti dal Ministero dell'Interno marocchino, il terremoto ha provocato almeno 2 946 morti e 5 674 feriti. Si è trattato del sisma con il bilancio più grave di vittime dal 1960, anno in cui si era verificato il terremoto di Agadir. Le autorità hanno comunicato che la maggior parte dei morti è stata registrata nelle province di Al Haouz e Taroudant, ma la scossa ha provocato un numero significativo di vittime anche nelle province di Ouarzazate, Azilal e Chichaoua, oltreché nella città di Marrakech.
In una stima preliminare dell'emergenza, l'Organizzazione mondiale della sanità ha dichiarato che il terremoto ha avuto effetti diretti su più di 300 000 persone residenti nel territorio più vicino all'epicentro; fra queste, secondo i dati forniti dall'UNICEF, sarebbero stati compresi almeno 100 000 bambini. Inoltre, secondo il Governo marocchino, oltre 50 000 abitazioni in tutto il Paese avrebbero subito danni significativi a causa della scossa. L'USGS ha stimato che il terremoto avrebbe causato danni economici per un valore minore o uguale all'8% del PIL del Marocco.

### Danni alle infrastrutture

#### Marrakech

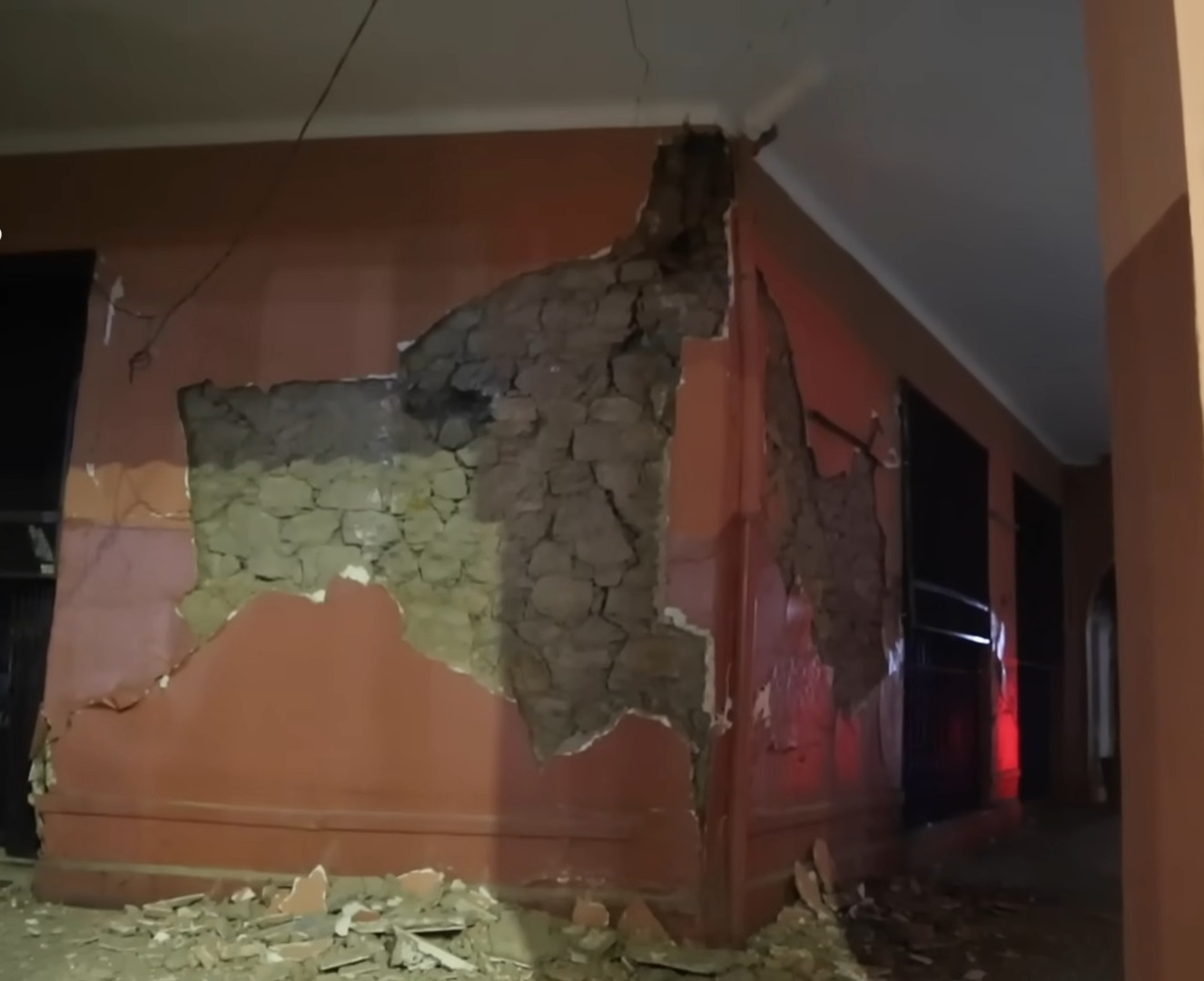
Un edificio di Marrakech danneggiato dal terremoto dell'8 settembre 2023.

A Marrakech, una delle città più popolose e grandi del Paese, sono crollate diversi edifici storici e parti delle mura cittadine, le cui macerie, in alcuni casi, hanno schiacciato i veicoli sottostanti e bloccato l'accesso ad alcune strade. Nelle ore successive alla scossa, a Marrakech si sono verificati diversi blackout e le connessioni a Internet si sono interrotte.
Una delle zone delle città più colpite dal terremoto è stata la Medina, quartiere antico costituito nel XI secolo, che nel 1985 era stata nominata patrimonio dell'umanità dall'UNESCO. In piazza Jemaa el-Fna, il minareto della moschea di Kharbouch è crollato, ferendo due persone, e almeno un altro edificio di culto ha subito gravi danni. Nelle ore successive al terremoto, nella stessa piazza si sono radunate molte persone che erano fuggite dalle proprie case, per timore di nuove scosse ed ulteriori crolli. Anche la moschea della Kutubiyya, risalente al XII secolo, è stata danneggiata dalla scossa, pur se con esiti più lievi. Infine, il mellah, l'antico quartiere ebraico della città, ha registrato ingenti danni strutturali.

#### Alto Atlante
Molti comuni rurali dell'Alto Atlante, zona dell'epicentro del terremoto, hanno subito gravissime conseguenze in termini di vittime, sfollati e danni strutturali: sono andati completamente distrutti (o quasi) numerosi villaggi di montagna, fra cui Tizi N'Test, Adassil, Ouirgane, Tarouiste, Imi N'Tayart, Amizmiz, Asni, Tansghart, Tafeghaghte, Moulay Brahim e Douzrou.
Gli effetti disastrosi del sisma sui centri abitati vicini all'epicentro sono stati principalmente dovuti alla fragilità di gran parte delle case, generalmente fatte di mattoni di fango, rocce e legno, e alla conseguente mancanza di adeguate infrastrutture antisismiche. Inoltre, il viaggio dei mezzi di soccorso e prima assistenza verso tali zone, già non facilmente accessibili, è stato complicato ulteriormente dalle frane e dalla fanghiglia che hanno invaso diverse strade. Altri gravi disagi sono stati causati dalla carenza di acqua ed elettricità nelle aree colpite più duramente, nonché dal malfunzionamento delle linee telefoniche.

#### Altre zone colpite
L'oasi di Skoura, ai piedi della catena montuosa dell'Atlante, ha subito danni parziali alle abitazioni e agli edifici. Alcuni osservatori hanno temuto che i villaggi della comunità Amazigh, spesso molto isolati, fossero stati coinvolti nel terremoto.
Nell'antica città berbera di Tinmal sono state registrate almeno 15 vittime, e la Grande Moschea della città, risalente al XII secolo, è stata gravemente danneggiata.
Parte di una kasbah ad Agadir, recentemente ristrutturata, è crollata in seguito alla scossa. Sono stati registrati alcuni crolli anche ad Essaouira.

## Fasi dell'emergenza

### Misure immediate
Il segretario generale della Direzione Generale degli Affari Interni ha affermato che funzionari e squadre di sicurezza stavano raccogliendo risorse per fornire aiuti e valutare i danni. L’esercito marocchino ha ripulito una delle strade principali che conducono alle zone più colpite, consentendo così all’assistenza vitale di raggiungere le persone. A Salé i camion hanno trasportato coperte, brandine e dispositivi di illuminazione nelle zone colpite. Anche i semirimorchi trasportavano rifornimenti per raggiungere queste zone. Il canale locale 2M ha condiviso video di veicoli di emergenza che viaggiano lungo una strada sterrata. Le missioni di salvataggio sono state interrotte poiché le strade attraverso la regione montuosa erano congestionate da veicoli e rocce cadute. Gli edifici crollati, realizzati con i tradizionali mattoni di fango, pietra e legno grezzo, hanno ridotto le possibilità di sopravvivenza poiché questi materiali si sono disintegrati e amalgamati. Nella provincia di Al-Haouz, le rocce sono state rimosse dalle strade per consentire alle ambulanze e agli aiuti di raggiungere le aree colpite. Per curare i feriti, è stata sfruttata un'autostrada sulle montagne dell'Atlante per permettere la circolazione di ambulanze, taxi e membri della Croce Rossa marocchina; i feriti gravi sono stati trasportati in ospedale a Marrakesh. Nelle aree remote di difficile accesso, le forze armate marocchine hanno utilizzato elicotteri per soddisfare i bisogni di base.

### Reazioni

#### Gestione dell'emergenza a livello nazionale
Il ritardo di 18 ore con cui il re Mohammed VI ha fatto un annuncio ufficiale sul terremoto ha ricevuto critiche sociali. È stato criticato anche il ritardo del governo nel presentare una richiesta ufficiale di assistenza e il fatto che non erano stati consentiti ulteriori aiuti esterni. La frustrazione è cresciuta anche tra i gruppi umanitari internazionali in attesa perché non avevano ricevuto richieste formali. Il governo marocchino non ha chiesto formalmente assistenza straniera, tuttavia ha accettato aiuti da Qatar, Spagna, Emirati Arabi Uniti e Regno Unito. I funzionari hanno affermato di aver approvato l'offerta solo di quattro paesi perché "la mancanza di coordinamento potrebbe essere controproducente". Hanno aggiunto che altre offerte potranno essere approvate in caso di necessità. Dunque solo quattro paesi – Spagna, Regno Unito, Qatar ed Emirati Arabi Uniti – hanno visto le loro offerte di sostegno ufficialmente accettate dal Marocco. Il presidente della ONG Secouristes sans frontières, Arnaud Fraisse, ha dichiarato: "Non comprendiamo questa situazione di blocco da parte del governo marocchino. Al momento non vi è alcuna spiegazione." Il quotidiano libanese L'Orient-Le Jour ha dichiarato che il Marocco "nonostante sia ferito, snobba gli aiuti internazionali" costringendo gli aiuti ad essere organizzati "soprattutto a livello locale". In risposta a queste osservazioni, il 10 settembre, il ministero degli Interni marocchino ha affermato che la sua accettazione selettiva degli aiuti era “basata su una precisa valutazione dei bisogni sul campo”.

#### Aiuti internazionali
Spagna, India, Algeria, Argentina, Francia, Germania, Iran, Israele, Filippine, Portogallo, Pakistan, Romania, Taiwan, Thailandia, Oman, Turchia, Kuwait, Regno Unito, Gli Stati Uniti, l'Unione Europea, e le Nazioni Unite si sono offerti di fornire assistenza e sostegno al Marocco. I Paesi Bassi hanno stanziato 5 milioni di euro in aiuti di emergenza, mentre la Croce Rossa cinese ha donato alla Mezzaluna Rossa marocchina 200.000 dollari per l'assistenza umanitaria di emergenza. La Commissione Europea ha stanziato 1 milione di euro (1,07 milioni di dollari) per sostenere le operazioni di soccorso. Altri leader mondiali hanno offerto le loro condoglianze.
Il primo ministro israeliano Benjamin Netanyahu e il re Abdullah II di Giordania hanno ordinato ai loro governi di inviare aiuti al Marocco, mentre il presidente degli Emirati Arabi Uniti Mohamed bin Zayed Al Nahyan ha ordinato la creazione di un ponte aereo per trasportare gli aiuti e altro sostegno, come ha fatto l’Arabia Saudita. Il 10 settembre il sultano Haitham bin Tarik dell'Oman ha ordinato l'invio di squadre di soccorso e aiuti medici in Marocco. Il 12 settembre, il presidente egiziano Abdel Fattah el-Sisi ha dichiarato tre giorni di lutto nazionale per le vittime del terremoto, così come per quelle della tempesta "Daniel", che aveva colpito la Libia il 10 e l'11 settembre seguenti.
L’Algeria, per la prima volta dal 2021, ha aperto il suo spazio aereo al Marocco per facilitare l’arrivo degli aiuti umanitari. Il giorno successivo, l'Algeria ha proposto una squadra d'intervento specializzata della protezione civile composta da 80 membri. La Spagna ha messo a disposizione del Marocco la sua Unità di emergenza militare e la sua ambasciata a Rabat. Due aerei dell'aeronautica spagnola con a bordo 86 soldati e otto cani da ricerca sono volati a Marrakesh dopo che il governo marocchino ha presentato un appello bilaterale. La Repubblica Ceca ha annunciato di essere pronta a inviare circa 70 membri di una squadra di soccorso, tra cui nove medici, dopo aver ricevuto una richiesta ufficiale da parte del governo marocchino. Il ministro della Difesa ceco Jana Černochová ha detto che tre aerei militari sono pronti a trasportare la squadra.